# サクラメント・モナークス
サクラメント・モナークス（Sacramento Monarchs）は、WNBA西地区に所属していた女子プロバスケットボールチーム。NBA所属サクラメント・キングスの姉妹チームであった。カリフォルニア州サクラメントのアルコ・アリーナを本拠地としていた。

## 歴史
1997年に創設され、WNBAに初年度より参加。2005年にはWNBAを制覇したが、2009年シーズンを最後にWNBAから撤退し解散した。

## 歴代所属選手
- 萩原美樹子
- 苗立杰
- 隋菲菲